# Wish I could
Wish I could is een single van Miss Montreal die uitkwam op 1 juli 2011. De single komt van het album I Am Hunter. Wish I could ontving op 3 april 2012 in het radioprogramma de Coen en Sander Show, van Coen Swijnenberg en Sander Lantinga, de Schaal van Rigter omdat het de meest gedraaide plaat was op 3FM. Ondanks alles haalde Wish I could het buitenland niet.

## Hitnoteringen

### Nederlandse Top 40
| Positie: | 36 | 35 | uit |

### NederlandseSingle Top 100
| Positie: | 31 | 94 | 79 | 64 | 51 | 68 | 70 | 98 | 93 | uit |